# Арменакан
Арменакан (арм. Արմենական Կուսակցութիւն [Armenakan Kusakts’ut’iwn], что переводится как «Армянская партия») — первая национально-политическая партия армян. Основана осенью 1885 года в Ване единомышленниками Мкртича Португаляна. В 1921 г. объединилась с левыми гнчакистами и рамкаварами в партию Рамкавар-Азатакан Арменакан.

## История
В 1860-70-х годах армянская общественно-политическая элита с вниманием относилась к политическому, экономическому и культурному развитию армянского народа, разделенного между тремя империями. Итоги очередной русско-турецкой войны, завершившейся Берлинским конгрессом привели к надежде развития родины. Убедившись, что реформы в армянских вилайетах, предусмотренные ст.61 Берлинского договора не претворяются в жизнь, армяне приступили к созданию тайных обществ и кружков, распространявших идеи национально-освободительной борьбы.
Мкртич Хримян ещё в 1876 и 1877 годах в своих произведениях писал о том, чтобы страна готовилась к борьбе. Под руководством Мкртича Хримяна, Мкртича Португаляна и Константина Камсаракана в конце 1879 года в Ване была создана национально-освободительная организация «Чёрный Крест». Деятельность организации постепенно сошла на нет, когда османское правительство выслало Португаляна и Хримяна, а Камсаракан был переведён по работе в другое место.

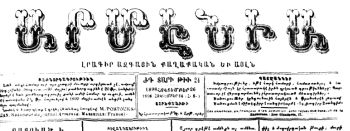
Обложка газеты «Армения»

Мкртич Португалян поселился в Марселе и с 20 июля 1885 года начал издавать газету «Армения».
Бывшие члены «Чёрного Креста» вновь начали встречаться. Первоначально эти встречи организовывали братья Григорис и Мкртич Терлемезяны. Осенью 1885 года была создана первая армянская политическая партия. По названию газеты М. Португаляна партия была названа «Арменакан».
Ядром партии стали выпускники Центрального лицея Вана, основанного М. Португаляном.
В учредительном собрании партии приняли участие Гевонд Ханджян, Григор Аджемян, Григорис и Мкртич Терлемезяны, Рубен Шатворян, Григор Пьозикян, Геворг Отян, Макнос Барутчян и Гарегин Багешцян. Позднее в партию вступили Арменак Екарян, Панос Терлемезян, Айрапет Джаникян, Армен Шитанян, Артак Дарбинян, Микаел Натанян и другие.
Программа партии предусматривала освобождение Западной Армении от османского деспотизма.
Для достижения этой цели признавались приемлемыми как вооруженная борьба, так и подкупы или дипломатические пути. М. Португалян питал определенные надежды и на реформы, которые могли быть осуществлены османским правительством.

Революционно донести до армянского народа право управлять собой свободно, только так он сможет иметь средства жить нормальной жизнью, и осуществлять их с требованиями времени.— глава из программы партии Арменакан
Партия имела ячейки в Васпуракане (вилайет Ван), Муше, Битлисе, Трабзоне и Стамбуле. Местные партийные организации были также созданы в других районах Западной Армении, на Кавказе, а также в Болгарии, Египте, США, городах Персии Сельмас и Тебриз.
Идеи партии привели к созданию в Лондоне «Армянского патриотического общества Европы», стремившегося «завоевать для армян право править самими собою путем революции».
Во время массовых убийств армян в 1890-х годах Мкртич Терлемезян руководил оборонительными боями Вана. Ему удалось объединить вокруг себя дашнаков и гнчакистов. Партия также приняла участие в Ванской самообороне 1915 года.
Спасшаяся от резни группа арменаканов объединилась с другими политическими силами и создала партию Рамкавар-Азатакан Арменакан.